# Stafford Motor Speedway

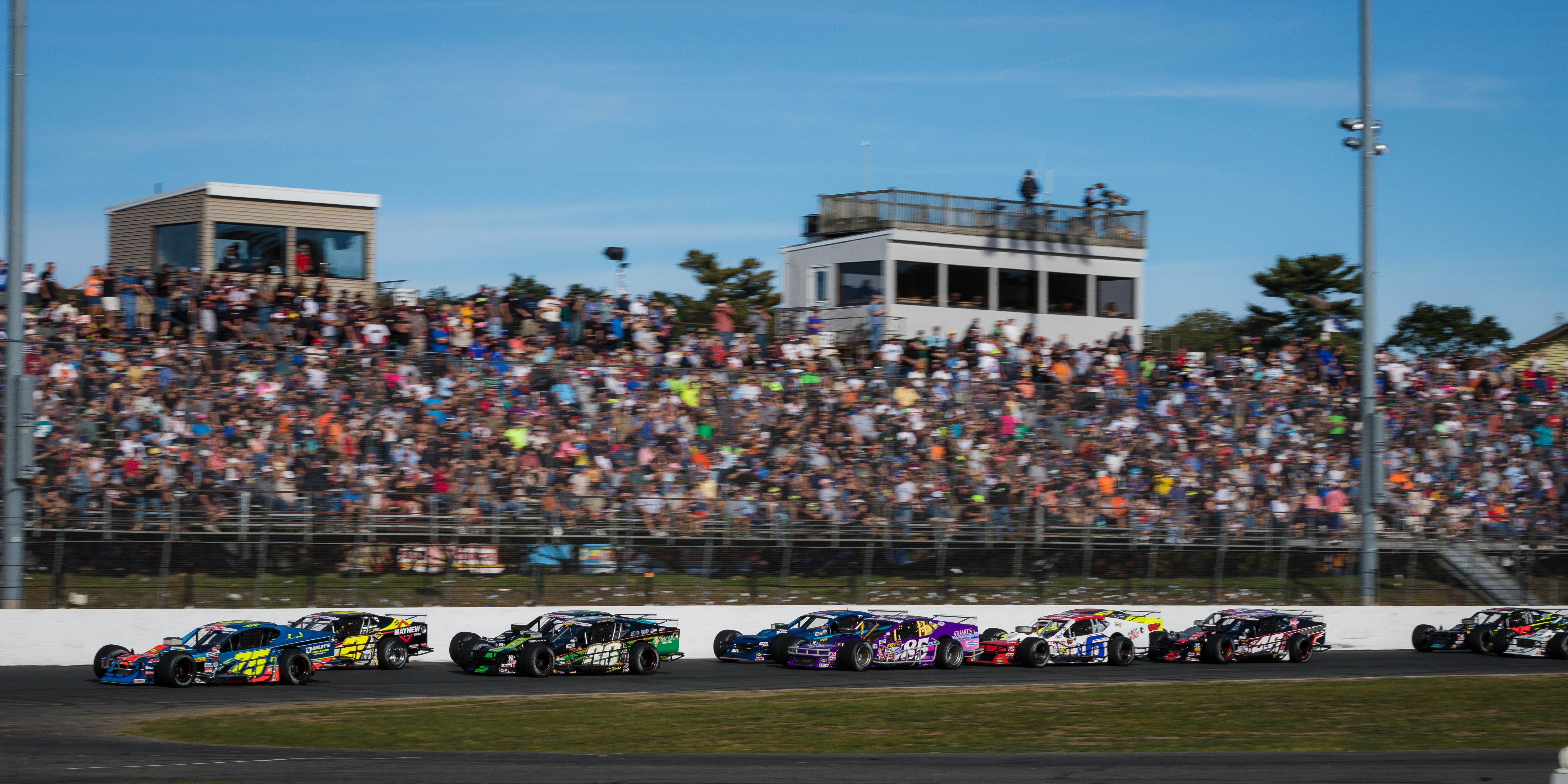

Stafford Motor Speedway est un complexe de sport motorisé situé à Stafford Springs, Connecticut aux États-Unis, à environ 50 km au nord-est de Hartford. Le complexe comprend principalement un ovale asphalté de 1/2 mile, considéré comme l'un des plus prestigieux du nord-est des États-Unis. Il comprend aussi un plus petit ovale de 1/5 de mile empruntant une partie de l'ovale principal, ainsi qu'un circuit routier qui emprunte aussi l'ovale principal.
L'endroit est réputé pour ses courses de voitures dites "modifiées" ou "open wheel" de la NASCAR Whelen Modified Tour ou de l'ISMA Racing Series, mais aussi pour sa série locale appelée "SK Modified" qui compte plus de 40 ans d'histoire.